# Nemanja Ubović
Nemanja Ubović (Belgrado, 24 de fevereiro de 1991) é um jogador de polo aquático sérvio.

## Carreira
O zagueiro central de 1,94 metros de altura jogou na Sérvia até 2013. Em 2014 e 2015 sagrou-se campeão espanhol com o CN Barceloneta. Depois passou dois anos em Itália e três anos na Hungria antes de voltar a jogar em Espanha pelo Sabadell em 2020/21. Em 2021, tornou-se o primeiro atleta da Espanha a ser punido por comentários homofóbicos, sendo suspenso por quatro jogos e recebendo também multa. Em 2022 e 2023 foi campeão húngaro com o Ferencvaros antes de se mudar para a Grécia em 2023.
Nemanja Ubović conquistou o bronze com a seleção júnior da Sérvia no Campeonato Mundial Júnior em 2009 e venceu em 2011. Ele jogou pela seleção nacional em 2013, mas inicialmente não conseguiu se estabelecer. Em 2017, no Mundial de Budapeste, a seleção sérvia conquistou a medalha de bronze com 11–8 sobre os gregos, após perder para os croatas por 11–12 nas semifinais. Em 2018, a Sérvia conquistou a medalha de ouro à frente da seleção grega nos Jogos do Mediterrâneo em Tarragona.
Depois disso, Ubović só regressou à selecção nacional em 2023. Na Copa do Mundo de 2023, os sérvios venceram a Itália nas quartas de final, após arremessos de cinco metros, Ubović marcou um gol no tempo regulamentar. Um 7–13 contra os gregos nas semifinais foi seguido por um 6–9 contra a Espanha na luta pelo bronze. Em fevereiro de 2024, na Copa do Mundo de Doha, os sérvios perderam por 13–15 para os croatas nas quartas de final e terminaram em sexto lugar.
Nos Jogos Olímpicos de Verão de 2024, em Paris, conquistou a medalha de ouro no torneio masculino do polo aquático, após vencer na final confronto contra a equipe croata por 13–11.